# Dingo Scout Car
La Dingo Scout Car era un veicolo corazzato leggero prodotto in Australia durante la seconda guerra mondiale.

## Storia
Allo scoppio del secondo conflitto mondiale le forze armate australiane disponevano di un numero limitato di veicoli corazzati. Scarse erano anche le possibilità di sopperire a questa situazione importando mezzi corazzati dalla Gran Bretagna. Fu quindi necessario progettare e produrre nella stessa Australia questa tipologia di mezzi.
La Dingo Scout Car venne realizzata utilizzando come base il telaio dell'autocarro commerciale Ford 30-cwt, che venne modificato riducendo la sua lunghezza a 2,74 m (110 in) dagli originali 3,41 m (134.5 in). Venne adottato anche il sistema di trasmissione integrale prodotto dalla Marmon-Herrington. In questo modo il mezzo diventava a tutti gli effetti un veicolo 4x4. Il motore utilizzato per la Dingo era il Ford V 8 sia nella versione da 85 che in quella da 95 hp (63,3 - 70,8 kW).
Sul telaio veniva montato uno scafo corazzato prodotto dalla Victorian Railways e costituito da piastre ABP-3 (Australian Bullet Proof plate type 3). L'armamento era costituito da una mitragliatrice Bren da 7,7 mm mentre l'impianto radio era del tipo Mk. 19.
La produzione cominciò agli inizi del 1942. Il peso del veicolo però ne rendeva difficile il movimento in fuoristrada. Fu necessario anche modificare l'assale anteriore per migliorare l'impiego su terreni difficili. Verso la fine dello stesso anno venne proposta una versione più leggera della Dingo. Lo spessore della corazza era stato ridotto a 10 mm su tutto il veicolo ed era stato eliminato il tetto dello scafo. Questa versione però non venne mai prodotta in quanto, nel frattempo, era divenuto nuovamente possibile importare veicoli corazzati da altri paesi.
Alla fine la produzione ammontò ad un totale di 245 esemplari che vennero tutti ritirati nel 1945. Attualmente esemplari della Dingo sono conservati presso il museo del Royal Australian Armoured Corps di Puckpunyal, Victoria, e al Melbourne Tank Museum di Nerre Warren. Alcuni esemplari di questa autoblindo sono stati acquistati da collezionisti privati.